# I ribelli del weekend
I ribelli del weekend (Wochenendrebellen) è un film drammatico del 2023 diretto da Marc Rothemund.

## Trama
Mirko è un padre che cerca in tutti i modi di andare d'accordo con il figlio Jason, un ragazzo che soffre di autismo appassionato di calcio ma in particolare dei suoi dati. Un giorno Jason fa un patto con il padre, se lui fosse andato bene a scuola sarebbero andati a vedere una partita ogni weekend finché Jason non avrebbe individuato la sua squadra del cuore.
I due viaggiano per tutta la Germania in cerca della squadra del cuore ma nessuna colpisce Jason perché ad ogni partita Jason nota un problema: troppi rumori, i fumogeni lanciati dai tifosi.
Mancavano poche squadre ma il padre Mirko doveva fare un importante colloquio di lavoro proprio nel giorno della partita, all'inizio Jason era infuriato finché non chiese al padre di accompagnarlo al colloquio che doveva tenersi nella stessa cittadina dove si sarebbe svolta anche una partita; alla fine a causa di vari imprevisti i due non riescono né ad andare alla partita né a raggiungere in tempo la sede del colloquio; il posto di lavoro è perso e Mirko é pieno di rabbia. Padre e figlio non si rivolgono più una parola per vari giorni.
Mirko riesce poi a riconquistare la fiducia di Jason proponendo di andare con tutta la famiglia a vedere una partita del Borussia Dortmund ma arrivati li, Jason scopre che lo stadio  Olympiastadion era stato costruito dai nazisti e allora decide di andare ad un altro stadio di una squadra in quarta categoria, che finalmente lo convince in tutti i suoi aspetti; proprio quando aveva deciso che quella era la sua squadra del cuore, vede i giocatori formare un cerchio, cosa che lui odia perché insensato.
Alla fine Mirko e Jason stringono una solida amicizia.

## Accoglienza

### Incassi
Il film ha avuto un incasso totale di 8,15 milioni di dollari.